# Christian Miniussi
Christian Carlos Miniussi Ventureira (Buenos Aires, 5 de julho de 1957) é um ex-tenista profissional argentino especialista em duplas
Foi medalhista de bronze nos Jogos Olímpicos em duplas, com Javier Frana, em 1992